# Cesta (Glee)
Cesta (v anglickém originále Journey to Regionals) je dvacátá druhá a poslední epizoda první série amerického muzikálového seriálu Glee. Epizodu napsal a režíroval tvůrce seriálu, Brad Falchuk a poprvé se vysílala na televizním kanálu Fox 8. června 2010. V této epizodě New Directions vystupují na regionálním kole před slavnými porotci, Joshem Grobanem, Olivií Newton-Johnovou, Rodem Remingtonem (Bill A. Jones) a Sue Sylvester (Jane Lynch). Členka sboru Quinn (Dianna Agron) porodí holčičku Beth, kterou adoptuje vedoucí konkurenčního sboru, Shelby Corcoran (Idina Menzel). Hlavní zpěváci sboru Finn (Cory Monteith) a Rachel (Lea Michele) se smíří a vedoucí sboru Will Schuester (Matthew Morrison) vyzná lásku školní výchovné poradkyni Emmě Pillsbury (Jayma Mays). Ačkoliv New Directions v soutěži skončí na posledním místě, Sue přesvědčí ředitele Figginse (Iqbal Theba), aby mohl sbor fungovat ještě další rok.
V epizodě zazní coververze devíti písní, sedm z nich je zahrnuto na EP Glee: The Music, Journey to Regionals, které vyšlo 8. června 2010. Album se v Americe umístilo na prvním místě. Epizodu sledovalo 10,92 milionů amerických diváků a stala se nejsledovanější finálovou epizodou nového seriálu v televizní sezóně 2009–2010. Epizoda získala většinou pozitivní recenze od kritiků. Todd VanDerWerff z The A.V. Club ji označil, jako nejlepší epizodu z celé série a James Ponieowzik z magazínu Time cítil, že epizoda byla návratem ke kořenům Glee, odůvodňující její obnovení pro druhou sérii. V kontrastu s tím Brett Berk z Vanity Fair cítil, že to byla průměrná epizoda, zatímco Jean Bentley z MTV ji shledala nerovnoměrnou, představující série jako celku.

## Děj epizody
Když trenérka roztleskávaček Sue Sylvester (Jane Lynch) ohlásí, že bude jednou z porotkyň na regionálním kole spolu s Joshem Grobanem, Olivií Newton-John a místním moderátorem zpráv Rodem Remingtonem (Bill A. Jones), tak se začínají členové sboru bát, že sbor New Directions bude co nejdříve rozpuštěn. Ředitel Figgins (Iqbal Theba) si stojí za svým výrokem, že se sbor musí na regionálním kole umístit, aby mohl pokračovat i přes protesty vedoucího sboru Willa Schuestera (Matthew Morrison), že se je Sue bude snažit zničit. Will se obrátí na školní výchovnou poradkyni Emmu Pillsbury (Jayma Mays), která mu prozradí, že začala chodit se svým zubařem, Carlem Howellem.
Rachel (Lea Michele) políbí Finna (Cory Monteith), když ji povzbudí, aby měla více optimismu. Na regionálním kole jako první vystupuje sbor Aural Intensity, který zpívá mashup písní "Magic" od Olivie Newton-Johnové a "You Raise Me Up" od Joshe Grobana. Will New Directions povzbudí a vyzná svou lásku Rachel těsně před tím, než jdou na řadu vystupovat. Sbor vzdává hold Journey, a zpívá jejich písně "Faithfully", mashup "Any Way You Want It" a "Lovin', Touchin', Squeezin'" a "Don't Stop Believin'".
Quinnina (Dianna Agron) matka, Judy Fabray (Charlotte Ross) na regionální kolo přijde, aby viděla Quinn vystupovat. Řekne ji, že Quinnina otce vyhodila z domu poté, co zjistila, že měl milenku a zve Quinn zpět domů. Quinn oznamuje, že ji praskla voda a je převezena do nemocnice, kde porodí holčičku. Později, když se dívají na svou dceru, tak se Quinn zeptá Pucka, jestli ji miloval. Odpoví "Ano, zvláště teď" a naznačuje, že ji miloval už v době početí Beth a stále ji miluje. Zatímco další členové New Directions doprovází Quinn do nemocnice, tak Rachel zůstává na regionálním kole, kde sleduje vystoupení Vocal Adrenaline na píseň "Bohemian Rhapsody". Zeptá se jejich vedoucí a její biologické matky Shelby Corcoran (Idina Menzel), aby se stala pomocnou vedoucí v New Directions, ale Shelby ji řekne, že je již unavená z vedení sborů a odstupuje z funkce vedoucí Vocal Adrenaline, protože se chce usadit a založit rodinu. Shelby adoptuje Quinnino dítě, které pojmenuje Beth na Puckovu (Mark Salling) žádost.
V průběhu tajného hlasování si další celebrity utahují ze Suina nedostatku slávy. Sbor Aural Intensity skončí na druhém místě a Vocal Adrenaline vítězí, a tak New Directions končí poslední. Emma se hádá s Figginsem o budoucnosti sboru, ale Figgins zůstává u záměru rozpuštění sboru, protože se neumístil na regionálním kole. Will přijal porážku sboru, vyzná lásku Emmě a políbí ji. Sue zaslechne vystoupení New Directions s písní "To Sir, with Love", ve které děkují Willovi za to, že jim pomohl vyrůst. Je ukázáno, že Sue hlasovala, aby New Directions vyhráli a souhlasila, že přestane vydírat ředitele Figginse výměnou za to, že nechá New Directions ještě jeden rok, aby se zlepšili a vyhráli regionální kolo. Sue vysvětluje Willovi, že ho možná nemá ráda, ale respektuje jeho práci se studenty. Will sdělí členům sboru o jeho prodloužení a společně s Puckem na oslavu zpívá píseň "Over the Rainbow".

## Seznam písní
- "Magic / You Raise Me Up"
- "Faithfully"
- "Any Way You Want It / Lovin' Touchin' Squeezin'"
- "Don't Stop Believin'"
- "Bohemian Rhapsody"
- "To Sir, with Love"
- "Over the Rainbow"

## Hrají
- Dianna Agron – Quinn Fabray
- Chris Colfer – Kurt Hummel
- Jane Lynch – Sue Sylvester
- Jayma Mays – Emma Pillsburry
- Kevin McHale – Artie Abrams
- Lea Michele – Rachel Berry
- Cory Monteith – Finn Hudson
- Matthew Morrison – William Schuester
- Amber Riley – Mercedes Jones
- Mark Salling – Noah "Puck" Puckerman
- Jenna Ushkowitz – Tina Cohen-Chang

## Natáčení
Epizoda se natáčela v dubnu 2010, když byli fanoušci Glee pozváni přes Facebook a Twitter, aby se zúčastnili natáčení regionálního kola v Saban Theatre v Beverly Hills v Kalifornii. V této epizodě si Josh Groban a Olivia Newton-Johnová zopakovali své role ze začátku série, když si zahráli sami sebe jako hvězdní porotci na regionálním kole v Ohiu společně se Sue a Rodem Remingtonem.
Mezi další vedlejší role, které se v této epizodě objeví patří Santana Lopez (Naya Rivera), Brittany (Heather Morris), Mike Chang (Harry Shum mladší), Matt Rutherford (Dijon Talton), ředitel Figgins, hlavní zpěvák Vocal Adrenaline, Jesse St. James (Jonathan Groff), vedoucí Vocal Adrenaline a Rachelina biologická matka Shelby Corcoran (Idina Menzel) a Quinnina matka Judy Fabray (Charlotte Ross). Emmina nová láska se v epizodě neobjeví, ale stane se jednou z důležitých postav na začátku druhé série a bude ho hrát John Stamos. Polibek Willa (Matthew Morrison) a Emmy (Jayma Mays) byl improvizovaný. Falchuk se rozhodl neinformovat Mays, že se to plánovalo, kvůli autentičnosti její reakce.
Glee: The Music, Journey to Regionals je EP obsahující písně z epizody a vyšlo 8. června 2010. Obsahuje coververze písní od Journey "Faithfully" a "Don't Stop Believin'", stejně jako mashup "Any Way You Want It" a "Lovin' Touchin' Squeezin'". "Bohemian Rhapsody" od Queen je také na albu, stejně jako "To Sir, with Love" od Lulu a "Over the Rainbow" původně od Judy Garland, což přezpíval Israel Kamakawiwoʻole.